# كنديون سوريون
يستعمل مصطلح الكنديين السوريين للدلالة على الكنديين الذين ينحدرون من أصول سورية والوافدين الجدد الذين يحملون الجنسية السورية. وفقًا لتعداد 2016، كان هناك 77,050 كنديًا سوريًا، بينما أظهر إحصاء 2011 وجود 40,840.

## تاريخ
بدأ السوريون الهجرة إلى الأمريكتين في أوائل ثمانينيات القرن التاسع عشر، بينما هاجرت الغالبية العظمى إلى أمريكا الجنوبية، وشقت نسبة صغيرة طريقها إلى أمريكا، واستقرت نسبة أقل في كندا. كانت الغالبية العظمى من السوريين الذين استقروا في كندا منذ ستينيات وثمانينيات القرن التاسع عشر من الديانة المسيحية. غادر القس القديس رافائيل هواويني من بروكلين، نيويورك إلى مونتريال في عام 1896 للمساعدة في إنشاء جمعية مسيحية تسمى الجمعية الخيرية السورية، ثم لاحقًا في كنيسة أرثوذكسية في مونتريال للمؤمنين السوريين الوافدين حديثًا.
منذ انتخاب جاستن ترودو رئيسًا لوزراء كندا في عام 2015، استقبلت كندا أكثر من 25000 لاجئ سوري.

## الحياة الاقتصادية
كان العامل الرئيسي لهجرة السوريين هو العثور على عمل أفضل. وجد المهاجرون الأوائل أنفسهم منخرطين في التجارة الأساسية، وأصبح مصطلح «بائع متجول» مرادفًا لكلمة «سوري». كان معظم هؤلاء الباعة المتجولين ناجحين، ومع مرور الوقت، وبعد جمع رأس مال كافٍ، أصبح بعضهم مستوردين وتجار جملة، يجندون الوافدين الجدد ويزودونهم بالسلع. افتتح آخرون شركات صغيرة في المراكز الحضرية في جميع أنحاء البلاد. في وقت لاحق، ذهب هؤلاء التجار إلى مواقع حضرية أكبر، حيث كان الاقتصاد يتحسن. عمل عدد أقل من السوريين كعمال في المصانع أو عمال مناجم أو سباكين. أيضًا، أصبح البعض روادًا في مناطق البراري الجنوبية في غرب كندا، وعملوا في الزراعة. استقر هؤلاء العمال في مجتمعات مثل سويفت كورنت (في مقاطعة ساسكاتشوان) ولاك لا بيش (بالفرنسية: Lac La Biche)‏ في ألبرتا. وصل عدد قليل منهم إلى الأقاليم الشمالية الغربية، وأشهرهم بيتر بيكر، مؤلف كتاب عربي قطبي، وانتُخب لاحقًا كعضو في الجمعية التشريعية للأقاليم الشمالية الغربية. بحلول الثلاثينيات من القرن الماضي، كان لدى العديد من المدن في المقاطعات البحرية في كندا وكيبيك وأونتاريو وغرب كندا متجر بيع بالتجزئة أو أكثر يديره مهاجرون سوريون.
تعمل النساء أيضًا من حين لآخر، بالإضافة إلى التدبير المنزلي، وعادة ما يساعدن في إدارة متجر العائلة إن كان لديهم متجر، وفي المدن كانوا يبيعون البضائع من الباب إلى الباب.

## كنديون سوريون بارزون
- عمر الغبرا وزير النقل الكندي وعضو البرلمان عن دائرة ميسيساغا

- رينيه أنجليل، مغني ومدير كندي (أب من أصل سوري[9])
- بول عنقا، مغني وكاتب أغاني كندي (أب سوري، أم لبنانية «من بلدة كفرمشكي في لبنان»[10])
- توني كليمنت، عضو البرلمان الكندي من باري ساوند - موسكوكا. أم من أصل سوري.[11]
- سام حمد، عضو سابق في الجمعية الوطنية في كيبيك (MNA) لركوب لويس هيبيرت ووزير التشغيل والتضامن الاجتماعي السابق في كيبيك
- جاك كشقر، رجل أعمال سوري كندي من أصل أرمني
- ويز كيلو، فنان هيب هوب كندي و R & B
- جيسي هوتش، ممثل كندي وعارض أزياء ومخرج وموسيقي
- ربى ندا، مخرجة سينمائية كندية من أصول سورية فلسطينية مختلطة
- رامي سبعي، مصارع محترف كندي اشتهر بعمله تحت اسم الحلبة El Generico، وقع حاليًا على WWE تحت اسم الحلبة رامي زين.
- سامي يتيم، كندي برصاص ضابط شرطة تورنتو

## الثقافة الشعبية
فيلم صباح عام 2005 من إخراج ربا ندا، يصور عائلة سورية كندية في تورنتو.

## روابط خارجية
- السفارة السورية في أوتاوا